# Odalis Revé
Odalis Revé, född den 15 januari 1970 i Sagua de Tánamo, Kuba, är en kubansk judoutövare.
Hon tog OS-guld i damernas mellanvikt i samband med de olympiska judotävlingarna 1992 i Barcelona.